# Ras Gharib
Ras Gharib är en ort i Egypten.   Den ligger i guvernementet Al-Bahr al-Ahmar, i den östra delen av landet, 260 km sydost om huvudstaden Kairo. Ras Gharib ligger 16 meter över havet och antalet invånare är 32 000.
Terrängen runt Ras Gharib är platt. Havet är nära Ras Gharib åt nordost.  Det finns inga andra samhällen i närheten. 